# Chim nhiệt đới đuôi đỏ
Phaethon rubricauda là một loài chim trong họ Phaethontidae.
Một trong ba loài chim nhiệt đới có liên quan chặt chẽ, được Pieter Boddaert mô tả vào năm 1783. Nhìn bề ngoài trông giống như chim nhàn biển, loài chim này có bộ lông hầu như trắng với lông mặt đen và mỏ màu đỏ. Chim trống và chim mái có bộ lông tương tự. Chim trưởng thành có lông đuôi đỏ có chiều dài khoảng hai lần, dẫn đến tên chung của loài này. Có bốn phân loài được công nhận, mặc dù có bằng chứng cho thấy có sự thay đổi lớn với các loài chim nhỏ ở phía Bắc và lớn hơn ở phía nam (và do đó không có căn cứ cho bất kỳ phân loài nào).

## Hình ảnh

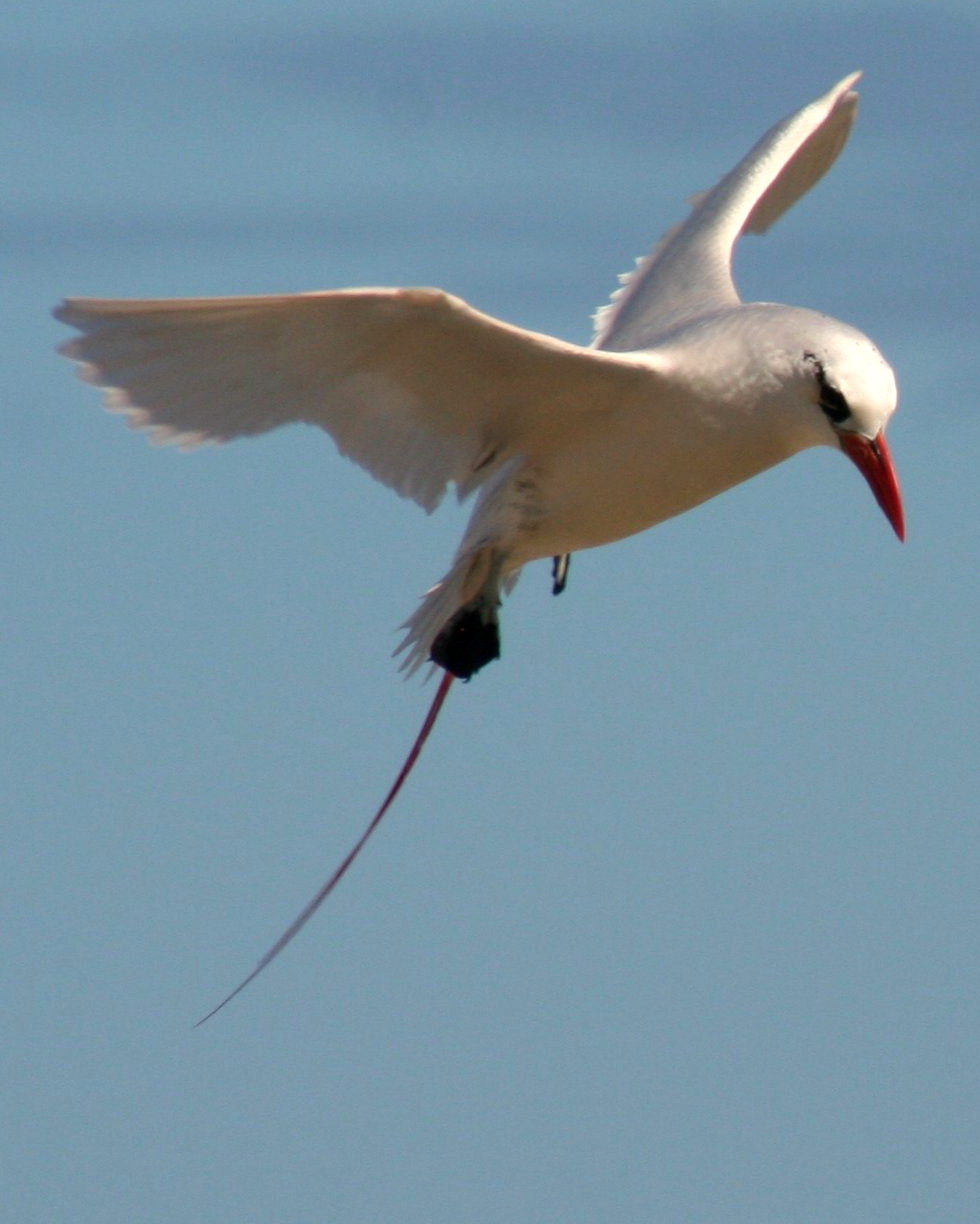
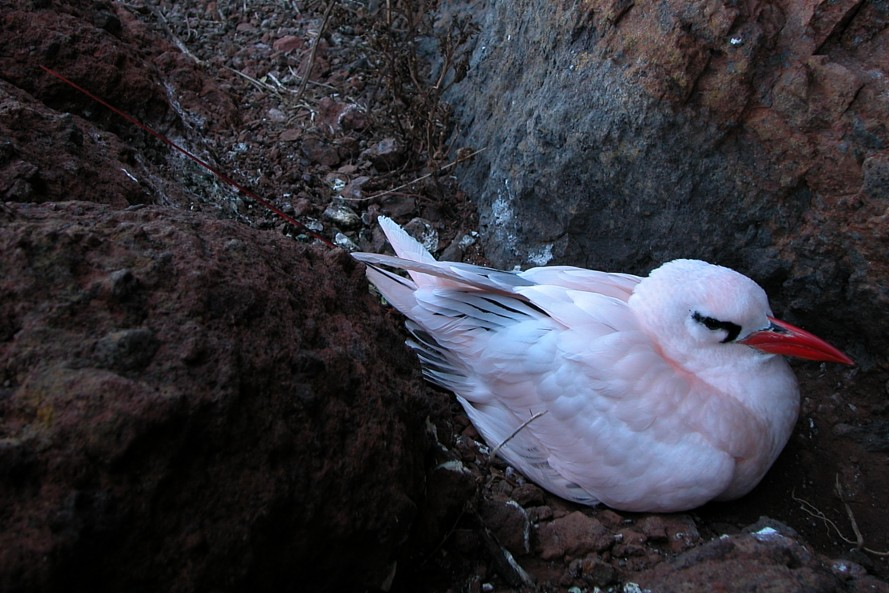
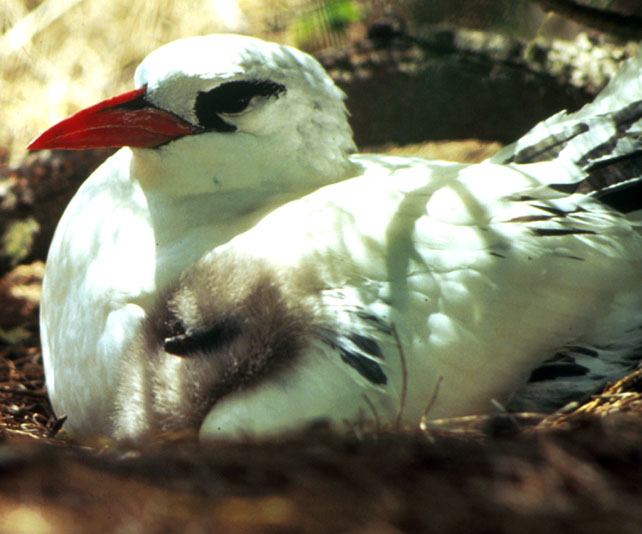
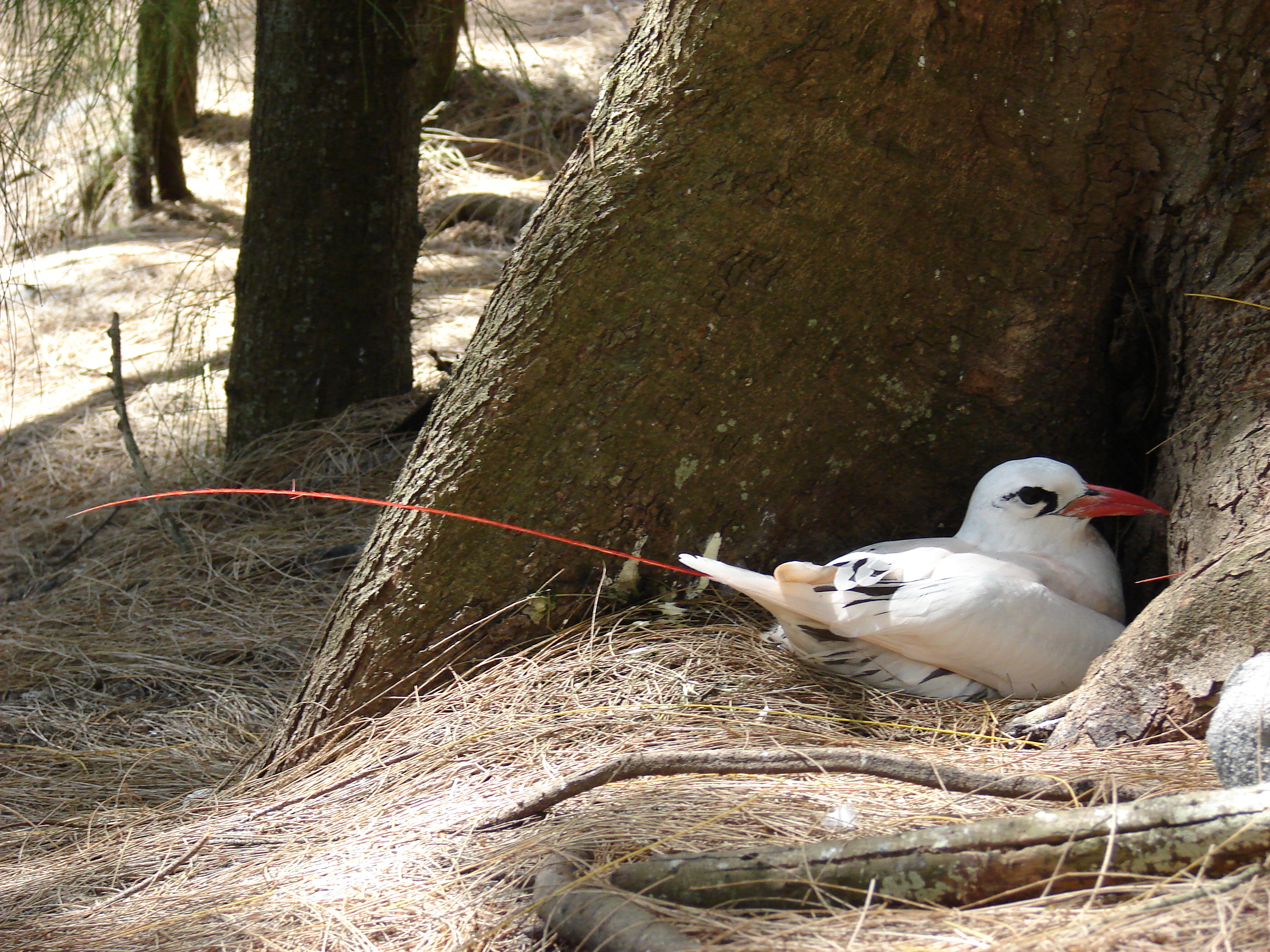
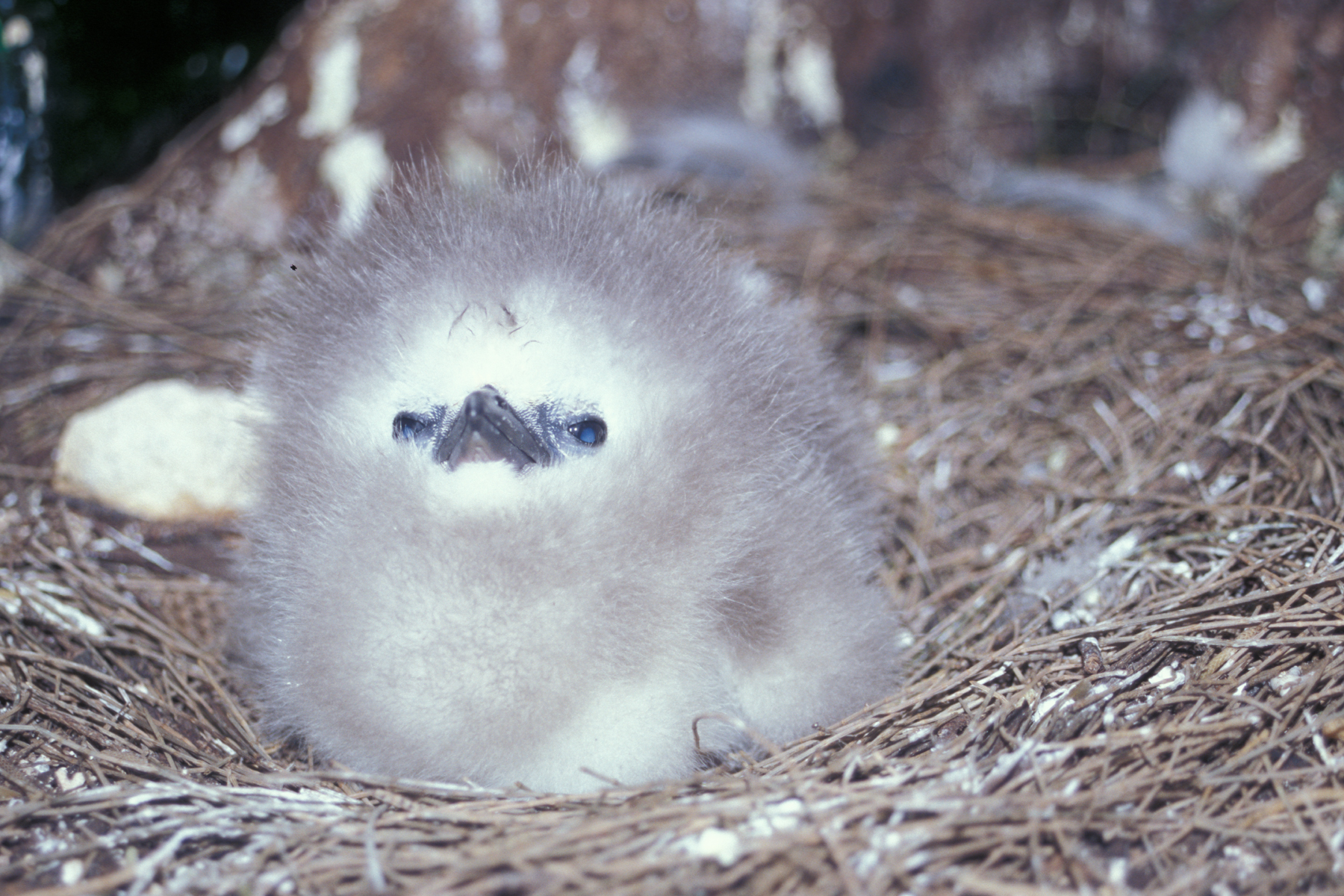
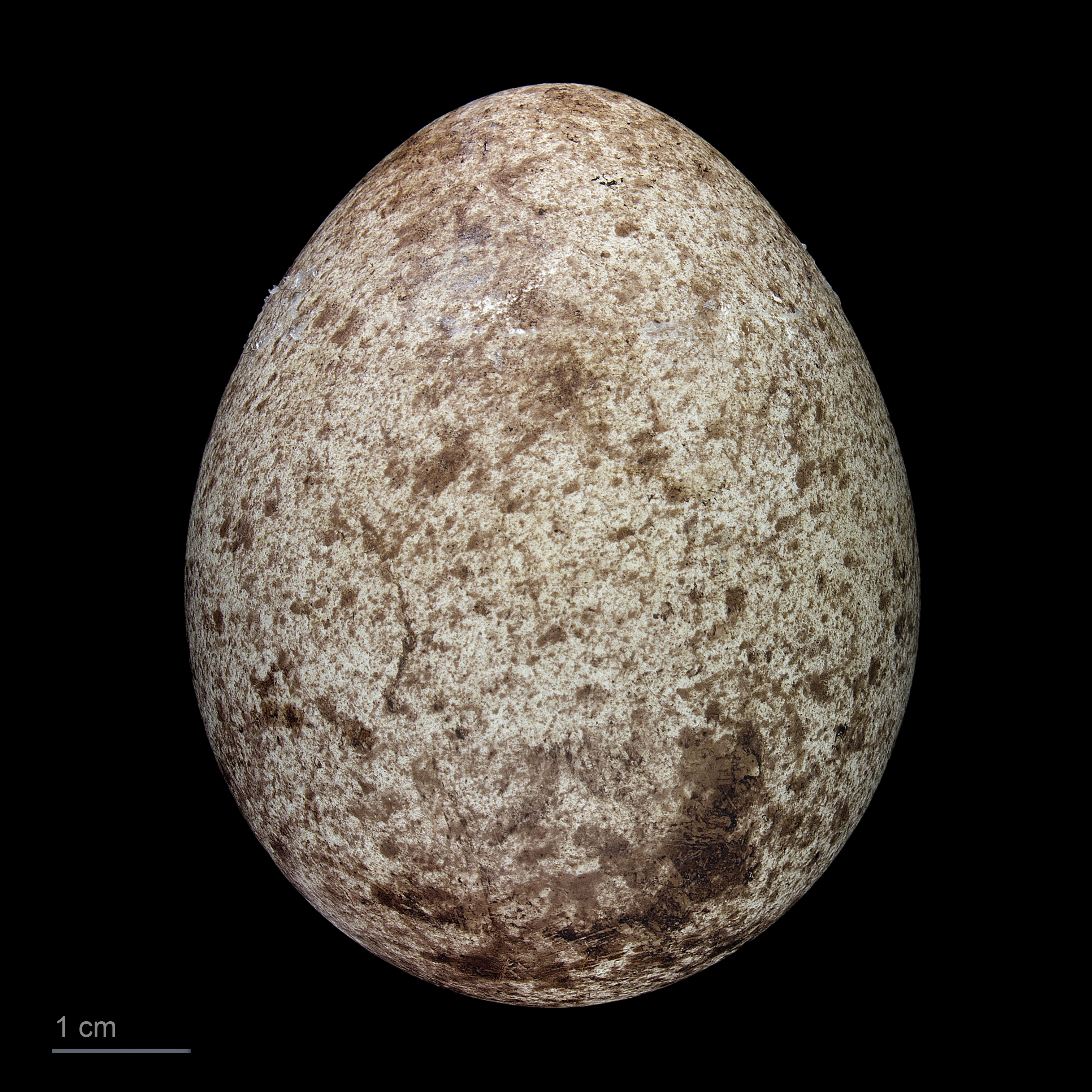
Museum specimen - New Caledonia